# Роуз-Гілл (Канзас)
Роуз-Гілл (англ. Rose Hill) — місто (англ. city) в США, в окрузі Батлер штату Канзас. Населення — 4185 осіб (2020).

## Географія
Роуз-Гілл розташований за координатами 37°34′16″ пн. ш. 97°8′7″ зх. д. / 37.57111° пн. ш. 97.13528° зх. д. (37.571159, -97.135383).  За даними Бюро перепису населення США в 2010 році місто мало площу 5,70 км², уся площа — суходіл.

## Демографія
Згідно з переписом 2010 року, у місті мешкала 3931 особа в 1288 домогосподарствах у складі 1045 родин. Густота населення становила 689 осіб/км².  Було 1355 помешкань (238/км²).
Расовий склад населення:
| - 95,5 % — білих - 0,8 % — корінних американців - 0,7 % — азіатів - 0,3 % — чорних або афроамериканців |

До двох чи більше рас належало 2,3 %. Частка іспаномовних становила 2,9 % від усіх жителів.
За віковим діапазоном населення розподілялося таким чином: 30,7 % — особи молодші 18 років, 59,8 % — особи у віці 18—64 років, 9,5 % — особи у віці 65 років та старші. Медіана віку мешканця становила 35,4 року. На 100 осіб жіночої статі у місті припадало 96,4 чоловіків;  на 100 жінок у віці від 18 років та старших — 92,4 чоловіків також старших 18 років.
Середній дохід на одне домашнє господарство  становив 81 175 доларів США (медіана — 72 813), а середній дохід на одну сім'ю — 87 269 доларів (медіана — 77 819). Медіана доходів становила 60 357 доларів для чоловіків та 35 052 долари для жінок. За межею бідності перебувало 0,6 % осіб, у тому числі 0,0 % дітей у віці до 18 років та 2,5 % осіб у віці 65 років та старших.
Цивільне працевлаштоване населення становило 2160 осіб. Основні галузі зайнятості: освіта, охорона здоров'я та соціальна допомога — 23,3 %, виробництво — 16,4 %, роздрібна торгівля — 12,5 %.